# La Châtre-Langlin
La Châtre-Langlin är en kommun i departementet Indre i regionen Centre-Val de Loire i de centrala delarna av Frankrike. Kommunen ligger i kantonen Saint-Benoît-du-Sault som tillhör arrondissementet Le Blanc. År 2022 hade La Châtre-Langlin 503 invånare.

## Befolkningsutveckling
Antalet invånare i kommunen La Châtre-Langlin
Referens:INSEE